# Musée de la Céramique de Lezoux
Le musée de la Céramique de Lezoux est un musée départemental situé à Lezoux (Puy-de-Dôme). Il est consacré principalement à la céramique gallo-romaine. Lezoux était sous l'Empire romain l'un des principaux centres de production de poterie : la céramique sigillée était exportée dans tout l'Empire.

## Histoire
Dès le XIXe siècle, des amateurs d'archéologie ont commencé à constituer des collections de céramique locale ; la plus importante est celle du docteur Plicque, exposée au musée d'Archéologie nationale de Saint-Germain-en-Laye. Une autre collection notable est celle qui a été amassée par Charles Fabre ; elle a été donnée au musée de Lezoux en 1992.
Un premier musée est créé à Lezoux en 1957 par le comité archéologique de Lezoux. Ce musée devient un musée municipal en 1966 ; le conservateur en est Hugues Vertet, chargé de recherches au CNRS, qui a dirigé la plus grande partie des fouilles de Lezoux.
Au début des années 1980, la ville de Lezoux fait l'acquisition de l'ancienne fabrique Bompard et y installe le musée. En 1999, le département du Puy-de-Dôme rachète les bâtiments, pour prendre la responsabilité du musée ; une réhabilitation complète de l'ensemble est décidée. Le musée, qui a reçu en 2003 l'appellation Musée de France, inaugure en 2007 un nouveau parcours muséographique.

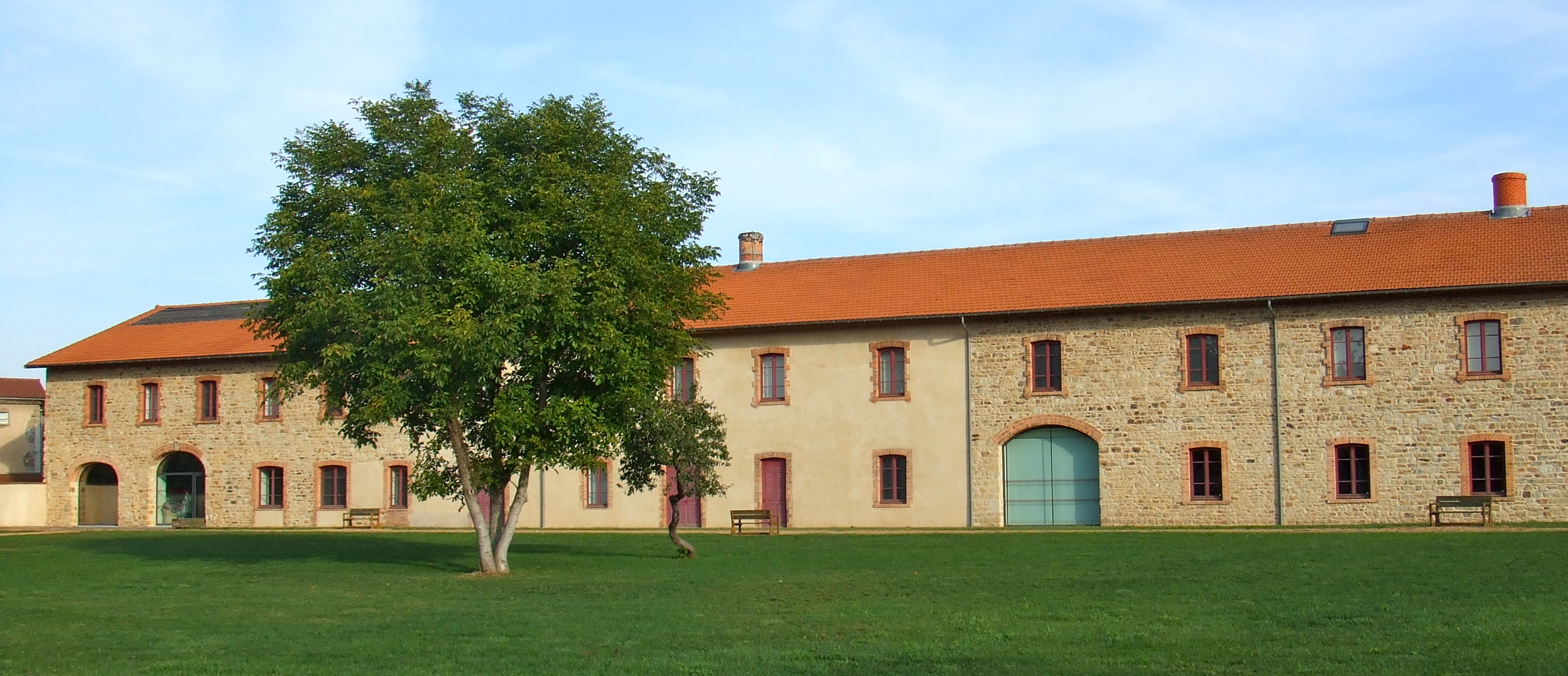
Un bâtiment du musée, ancienne usine Bompard..

## Description
Le musée départemental de la Céramique est installé dans l'ancienne fabrique de céramique Bompard, qui a eu son apogée entre 1870 et 1920. Les bâtiments, disposés autour d'une cour, sont inscrits à l’inventaire des monuments historiques. De l'activité de cette fabrique restent deux fours monumentaux, mis en valeur dans le musée.
Deux vastes niveaux sont consacrés à l'exposition permanente. Un espace plus petit, près de l'entrée, accueille des expositions temporaires. Une boutique est à la disposition du visiteur ; on y trouve des ouvrages, des vidéos, des répliques d'objets du musée, des objets ludiques pour les enfants, etc.

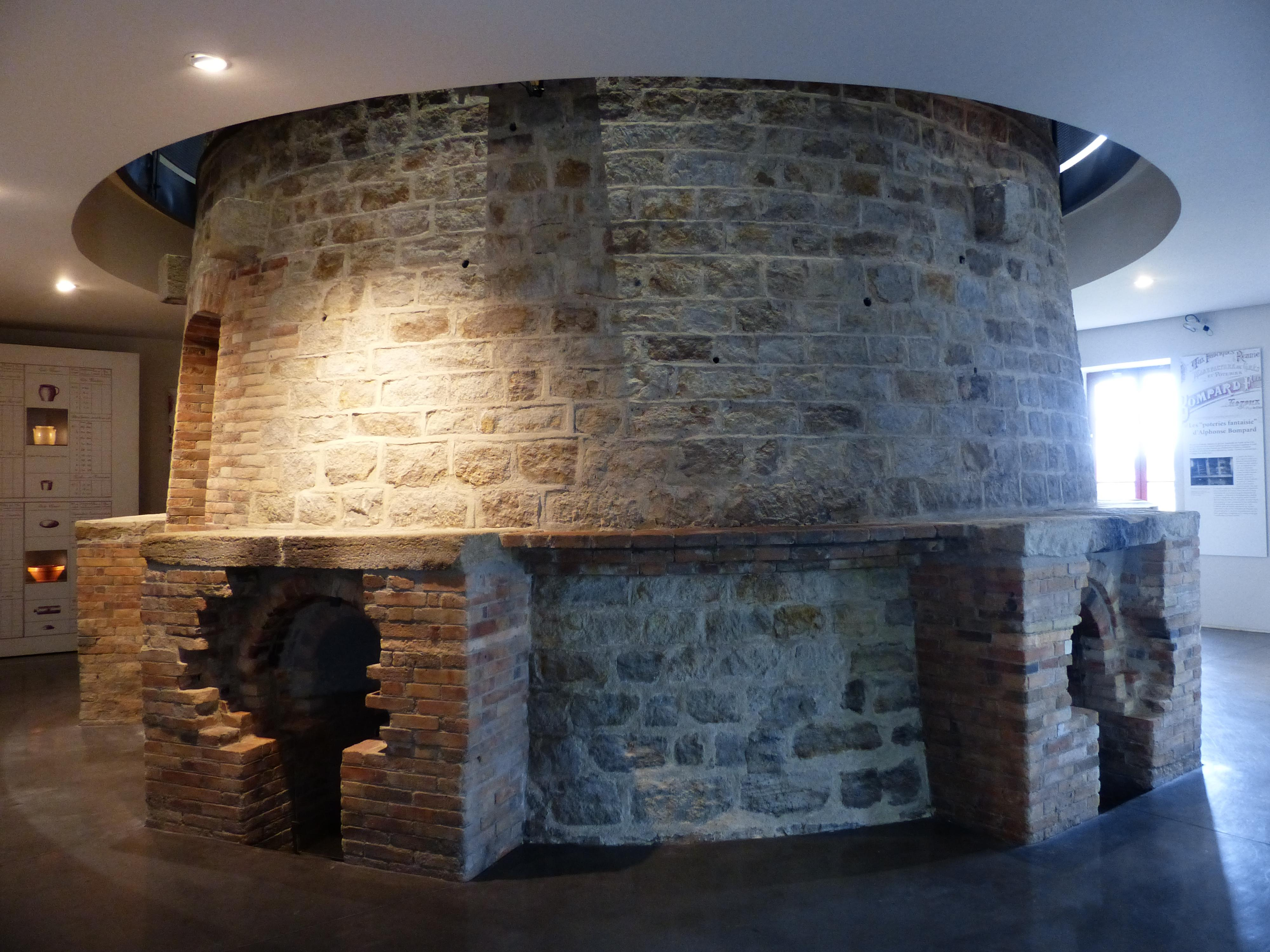
Four de potier dans le musée.
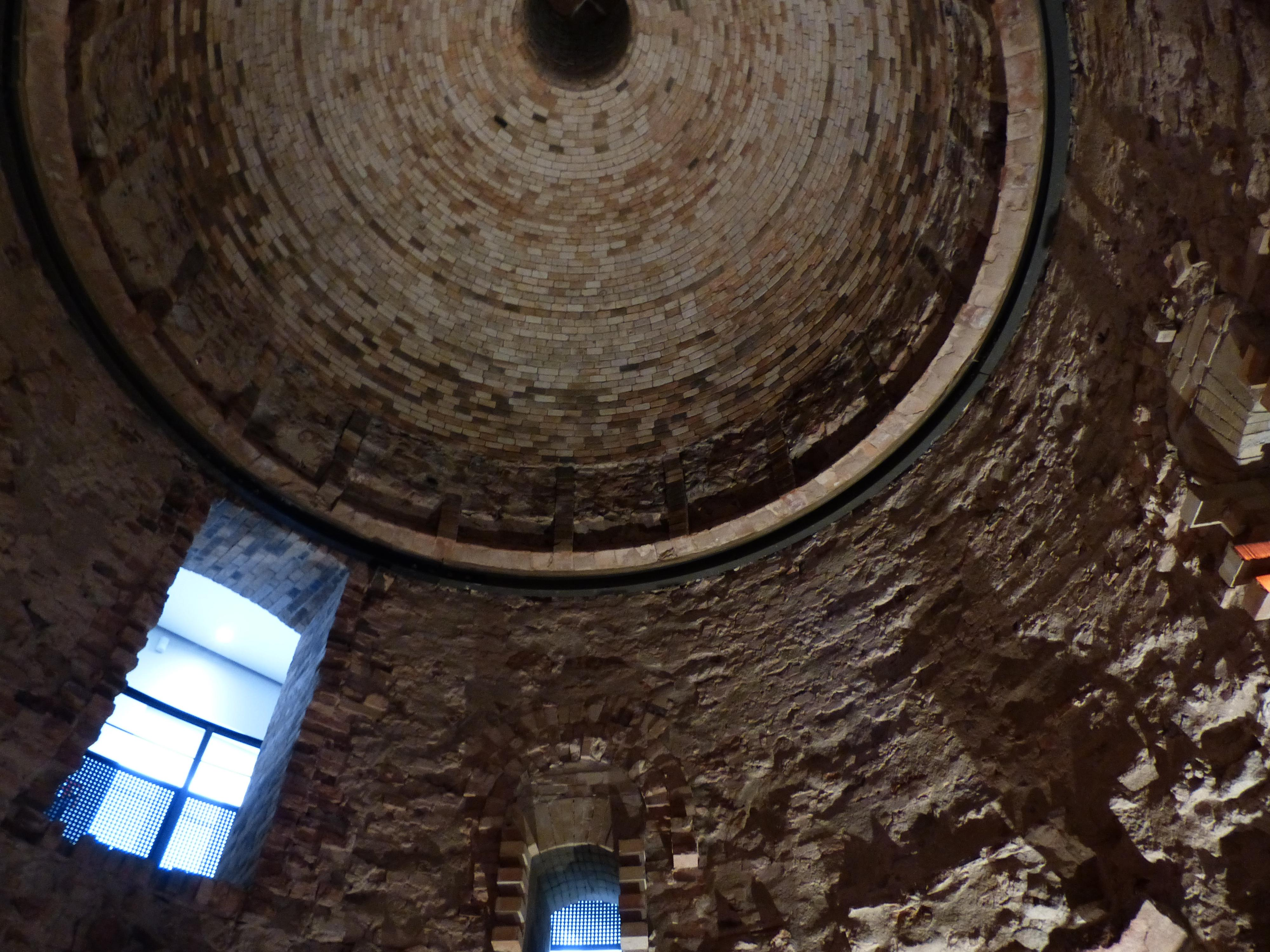
Intérieur du four

## Les collections
Les collections sont composées pour l'essentiel d'objets provenant des fouilles effectuées à Lezoux. À côté de la céramique sigillée, on y trouve des statuettes en terre cuite, des lampes, des moules et poinçons de potiers, des objets trouvés dans les tombes.

Quelques exemples des objets de l'atelier antique de Lezoux
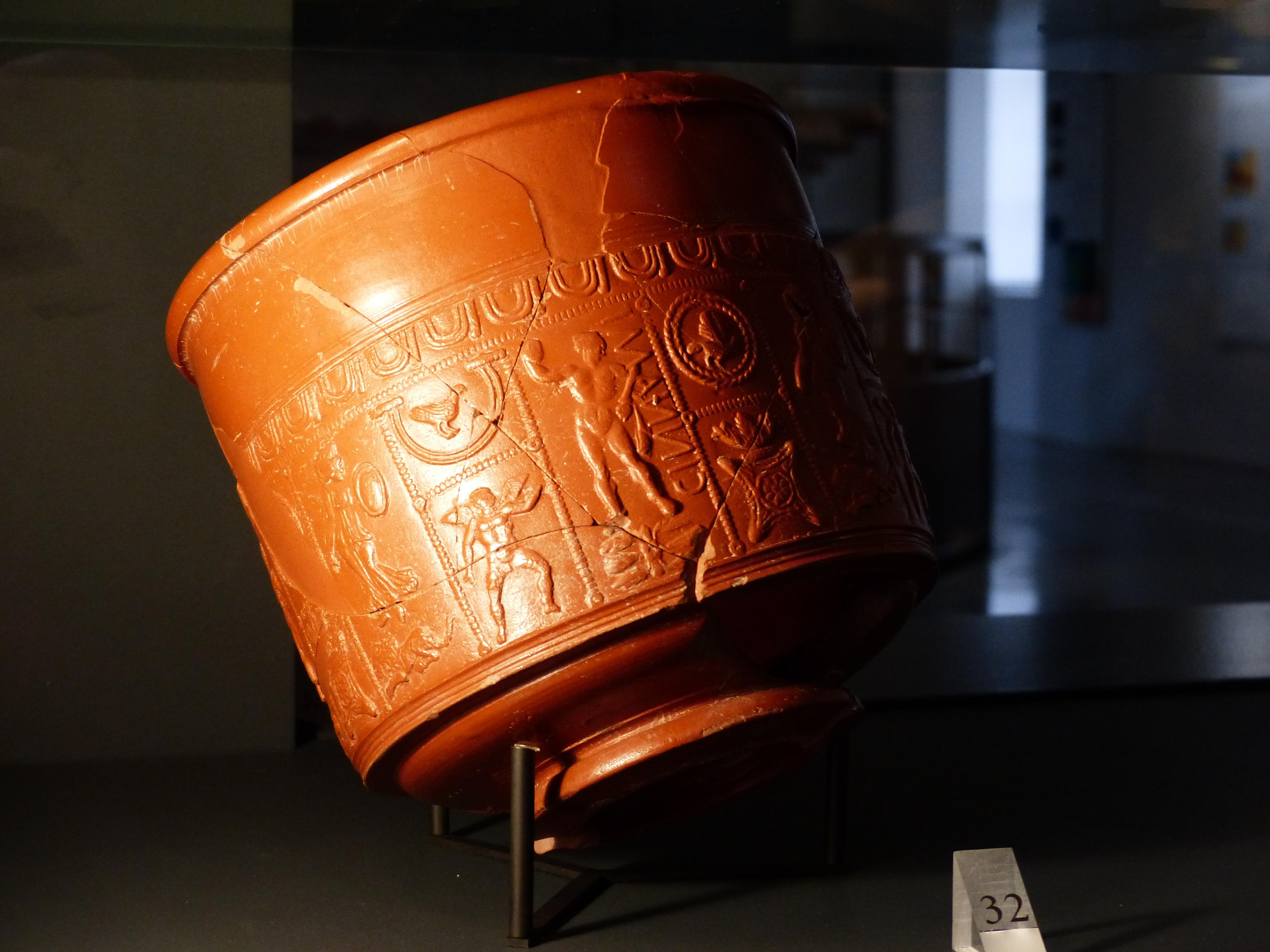
Céramique sigillée. Coupe Drag. 30[n 2].
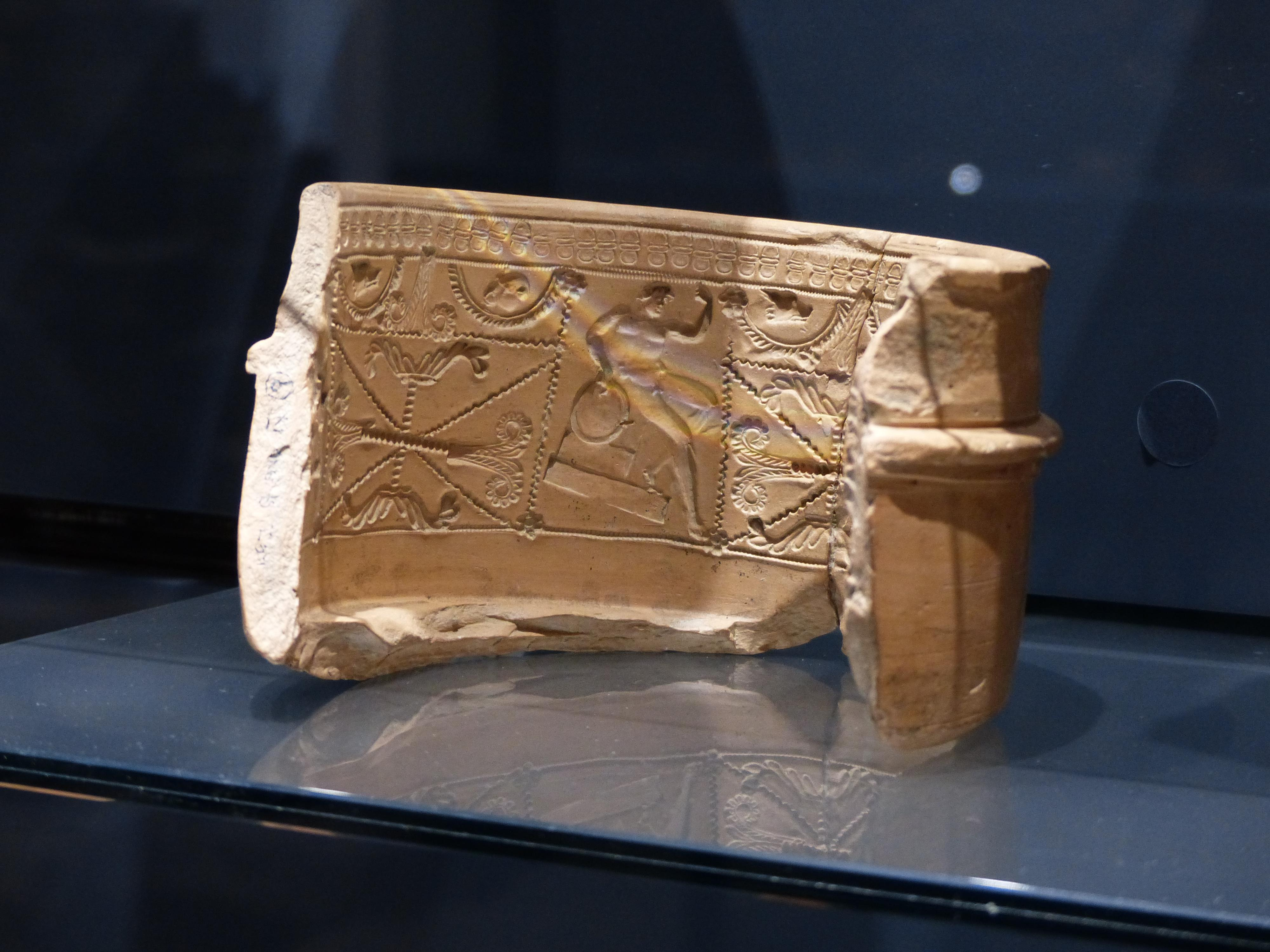
Moule d'une coupe Drag. 30[n 2].

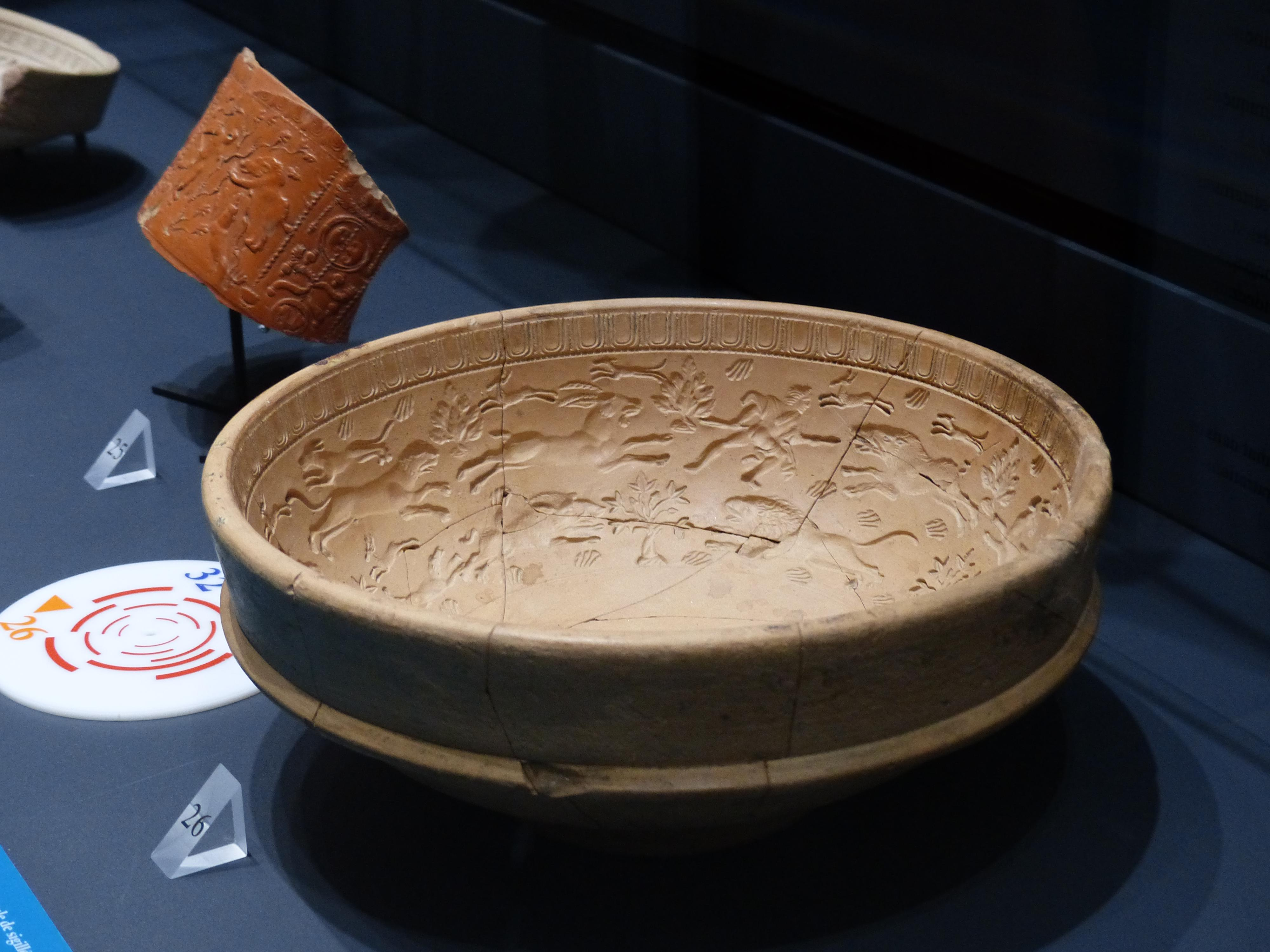
Moule d'une coupe Drag. 37[n 2], avec scène de chasse.
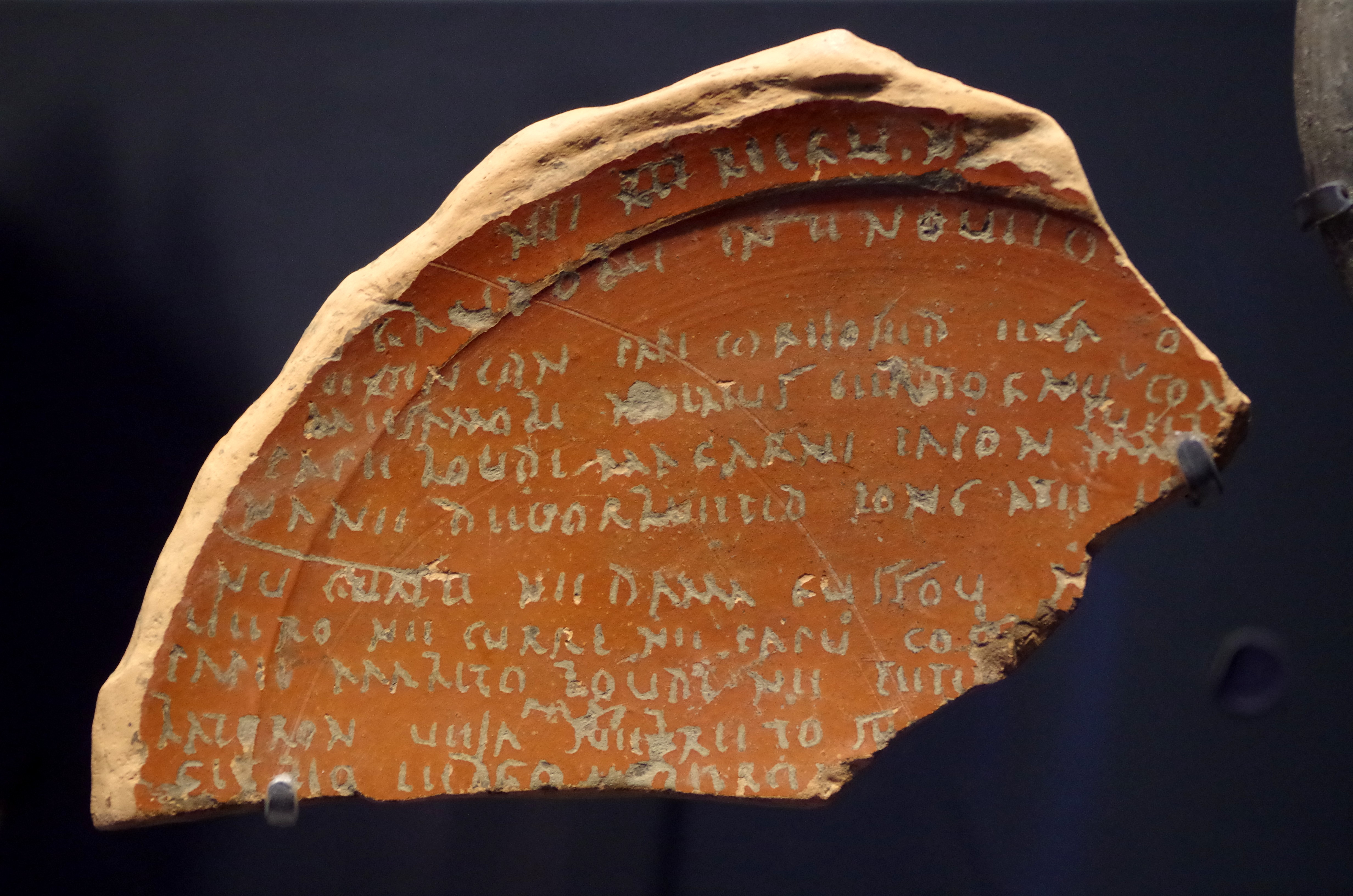
Fragment de plat.